# Balladyna (kịch)
Balladyna là một vở kịch của nhà thơ Juliusz Słowacki viết vào năm 1834 tại Genève và xuất bản năm 1839 tại Paris. Đây là một tác phẩm kinh điểm của trường phái chủ nghĩa lãng mạn Ba Lan, tập trung vào các vấn đề như khao khát quyền lực và sự phát triển của tâm lý học tội phạm. Câu chuyện xoay quanh sự thống lĩnh và sụp đổ của Balladyna, một nữ hoàng hư cấu người Slav.
Một trong những lần trình diễn nổi tiếng và gây tranh cãi nhất về Balladyna diễn ra vào năm 1974 tại Nhà hát Lớn ở Warszawa. Vở kịch đó được đạo diễn bởi Adam Hanuszkiewicz với Anna Jigakowska đóng vai trò nhân vật chính.
Balladyna là vở bi-hài kịch lần đầu tiên chuyển thể sang tiếng Anh và trình diễn tại Vương quốc Anh vào ngày 25 - 26 tháng 11 năm 2018 bởi Tập đoàn Passing Stranger Theatre tại Nhà hát Drayton Arms ở Kensington, London. Emma Blacklay-Piech đạo diễn, nữ diễn viên Ba Lan Anna Krauze làm nhân vật chính.

## Quyền lực và đạo đức trong vở bi kịch

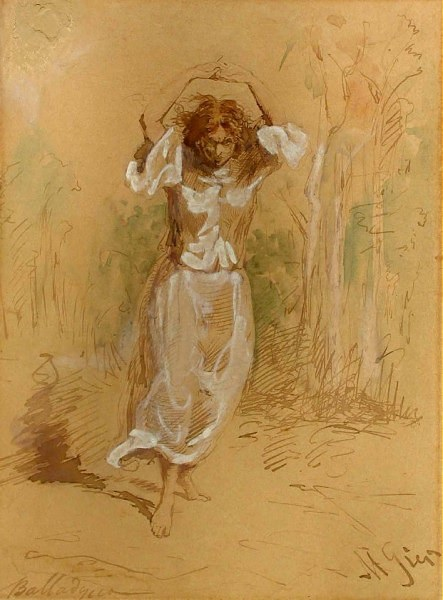
Balladyna. Bức tranh của họa sĩ Maksymilian Gierymski, 1868

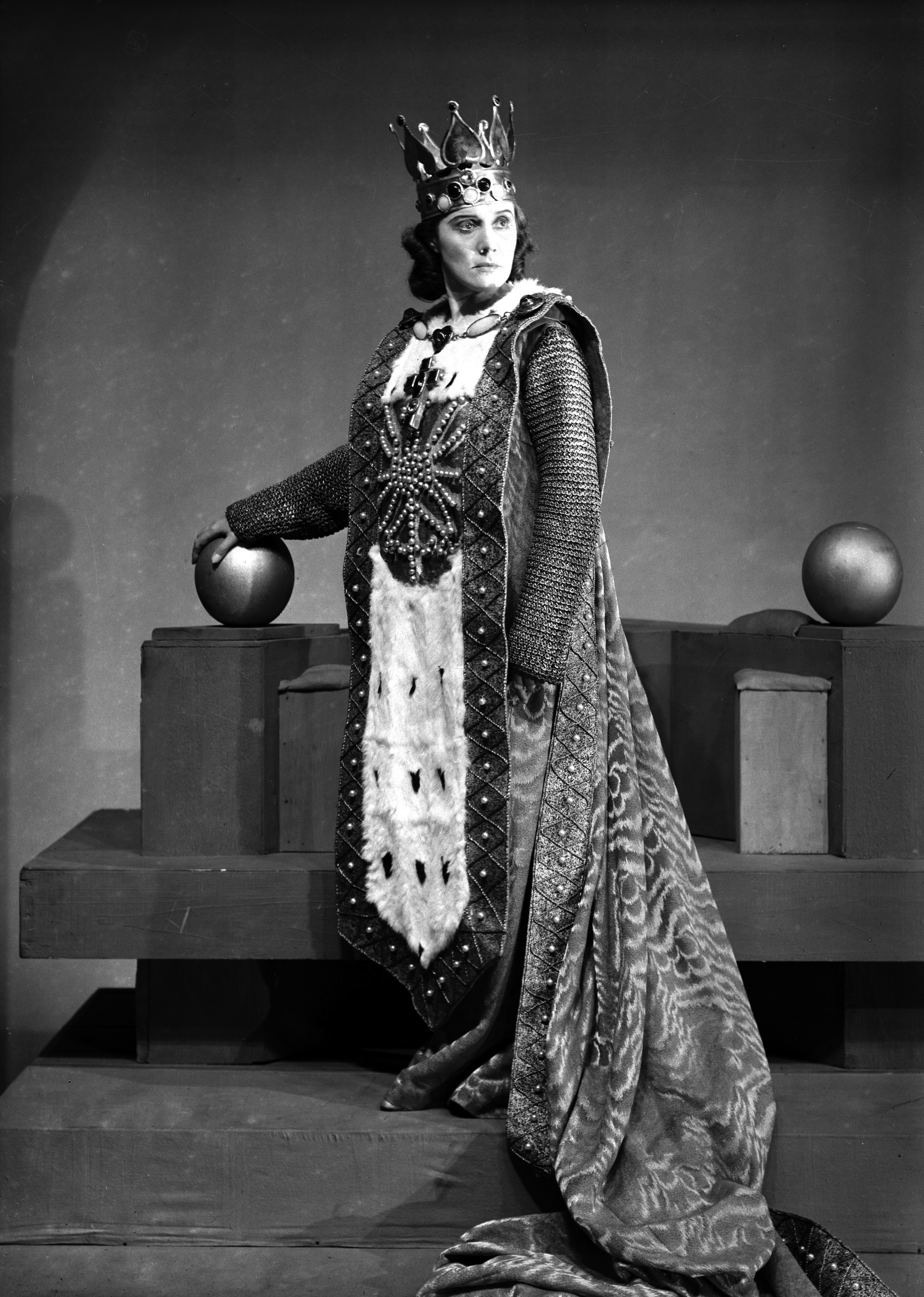
Diễn viên Zofia Jaroszewska trong vai diễn Balladyna, năm 1938

Balladyna được so sánh với Macbeth, cả hai đều là những vở kịch tố cáo sự xấu xa và thiên về bản chất con người. Trong cả hai tác phẩm, tác giả đều khẳng định rằng không thể cai trị một quốc gia một cách tốt đẹp nếu tranh giành quyền lực bất hợp pháp.